# Julius Weissenborn
Christian Julius Weissenborn (13. april 1837 i Friedrichs-Tanneck ved Eisenberg – 21. april 1888 i Leipzig) var en tysk fagottist, komponist og underviser. 

## Biografi
Weissenborn var i perioden 1857 til 1887 solofagottist ved Gewandhausorchester Leipzig og fra 1882 til 1887 den første professor i fagot på Hochschule für Musik und Theater Leipzig. Efter nogle få forsøg på at komponere romantiske værker for fagot påbegyndte han i stedet sit forfatterskab inden for lærebøger til fagot. Disse bøger bruges stadig i dag til som standardværker i fagotundervisningen.

## Værker (udvalg)
- Fagott-Schule mit theoretischen Erläuterungen – Leipzig : Hofmeister, 1952
- Fagott-Studien op. 8 – C. F. Peters
- Fagott-Studien op. 8 Teil II, Für Vorgeschrittene – C. F. Peters
- Fünf kleine Stücke für Fagott und Klavier – Hofheim (Taunus), Leipzig : Friedrich Hofmeister, 1994
- Capriccio für Fagott und Klavier op. 14 – Leipzig : Friedrich Hofmeister, 1953